# Liste des artistes ayant vendu le plus de disques
Cette page répertorie les artistes ayant vendu le plus de disques dans le monde.

## Méthodologie
Des méthodes de calcul différentes ont existé afin de comptabiliser les ventes de disques. Jusqu'au début des années 1980, une pondération était mise en place afin de tenir compte du support vendu, étant donné qu'un album coûtait plus cher et comportait davantage de titres. Les maisons de disques parlaient alors de « ventes d'unités ». La méthode était la suivante,, :
- un 45 tours (deux chansons) = une unité
- un EP ou « super 45 tours » (quatre chansons) = deux unités
- un album = six unités.

Ainsi, selon cette méthode, si un artiste vendait un million de 45 tours, un million d'EP et un million d'albums, cela n'équivalait pas à trois millions de ventes mais à neuf millions.
Au cours des années 1980, cette pondération a disparu progressivement, les ventes étant alors comptabilisées indifféremment du support vendu (un single ou un album = une vente).
Les méthodes de calcul étant différentes, les chiffres pour un même artiste peuvent, par conséquent, être très différents : les Beatles, dont les ventes de disques sont estimées à 600 millions,, sont ainsi parfois crédités de plus d'un milliard d'unités,,, voire parfois de deux milliards. Il en est de même pour Elvis Presley ou Michael Jackson, dont les ventes sont estimées à 500 millions de disques, et à plus d'un milliard d'unités,.
La liste ci-dessous présente les ventes de disques effectives, sans calcul de pondération en fonction du support vendu.

## Classement duLivre Guinness des records
Tout en reconnaissant qu'il est difficile de connaître les ventes exactes des artistes, le Livre Guinness des records affirme que les Beatles, Elvis Presley et Michael Jackson sont les plus gros vendeurs de disques, suivis de Madonna, pour qui la plupart des estimations se situent entre 300 et 400 millions. 
Avant d'être surpassé par Elvis Presley, Bing Crosby a été désigné dans les années 1960 et 1970 comme l'artiste ayant vendu le plus de disques, avec des ventes annoncées de 400 millions. Ces chiffres, non vérifiés de manière indépendante, furent jugés « largement surestimés » à partir des années 1980.
Toujours selon le Livre Guiness des records, Elvis Presley est officiellement l’artiste masculin ayant vendu le plus de disques dans l’histoire, avec des ventes estimées entre 500 et 600 millions. Toutefois, selon les ventes certifiées par des organismes officiels (comme la RIAA), Michael Jackson dépasse Elvis en termes de ventes confirmées, ce qui en fait le meilleur vendeur masculin selon des critères modernes.

## Ventes certifiées
Les chiffres de ventes de disques sont souvent sujets à controverses : en effet, il arrive que certaines maisons de disques gonflent largement les chiffres de certains artistes, afin de les valoriser ou d’amplifier leur succès,,. À titre d’exemple, Tino Rossi est parfois décrit comme le plus gros vendeur de disques français avec des ventes annoncées à plusieurs centaines de millions, alors qu’il n’a jamais été classé à l’étranger,,,, et que ses ventes réelles sont estimées à 10 millions en France.
C'est pourquoi, afin de limiter les chiffres gonflés, la liste ci-dessous est basée sur les ventes ayant été certifiées par des organismes officiels, et non sur les ventes annoncées par les médias, maisons de disques ou autres organismes comme pour le premier classement.